# Berzsián
A Berzsián magyar eredetű férfinév, Lázár Ervin lányának, Lázár Fruzsinának a névalkotása.

## Névnapok
- augusztus 24.

## Híres Berzsiánok
- Berzsián, kitalált szereplő, Lázár Ervin Berzsián és Dideki című regényében.

## További információ
- Az MTA Nyelvtudományi Intézete által anyakönyvi bejegyzésre alkalmasnak minősített utónevek jegyzéke